# Team Energi Fyn
Das Team Energi Fyn war ein dänisches Radsportteam.
Die Mannschaft wurde 2007 unter dem Namen Team Odense Energi gegründet und besaß seitdem eine UCI-Lizenz als Continental Team, mit der sie hauptsächlich an Rennen der UCI Europe Tour teilnahm. Seit Juni 2008 hieß die Mannschaft Energy Fyn. Manager waren Claus Rasmussen, Anders Fialla und Jan Kreutzfeldt. Die Mannschaft wurde mit Fahrrädern der Marke Ideal ausgestattet.
Seit 2012 besitzt das Team keine UCI-Lizenz mehr.

## Saison 2011

### Abgänge-Zugänge
| Zugänge                      | Team 2010                            | Abgänge             | Team 2011                            |
| ---------------------------- | ------------------------------------ | ------------------- | ------------------------------------ |
| Morten Øllegaard             | Stenca Trading                       | Andreas Frisch      | Team Concordia Forsikring-Himmerland |
| Nicolaj Olesen               | Team Concordia Forsikring-Himmerland | Thomas Guldhammer   | Team Concordia Forsikring-Himmerland |
| Glenn Bak                    | Team Designa Køkken-Blue Water       | Mads Meyer          | Team Concordia Forsikring-Himmerland |
| Jesper Hansen                | Energy Fyn (2009)                    | Christian Ranneries | Team Concordia Forsikring-Himmerland |
| Morten Christensen           | Neoprofi                             | Jacob Kodrup        | Unbekannt                            |
| Matias Greve                 | Neoprofi                             | Rasmus Lehrmann     | Unbekannt                            |
| Christian Jensen             | Neoprofi                             | Kasper Malmkjær     | Unbekannt                            |
| Nicolaj Sørensen (ab 01.08.) | Neoprofi                             |                     |                                      |

### Mannschaft
| Name                  | Geburtstag       | Nationalität | Team 2012                 |
| --------------------- | ---------------- | ------------ | ------------------------- |
| Glenn Bak             | 7. Juni 1981     | Dänemark     | Blue Water Cycling        |
| Jakob Bering          | 18. Oktober 1988 | Dänemark     |                           |
| Morten Christensen    | 8. März 1986     | Dänemark     | Designa Køkken-Knudsgaard |
| Matias Greve          | 1. März 1992     | Dänemark     |                           |
| Jesper Hansen         | 23. Oktober 1990 | Dänemark     | Glud & Marstrand-LRØ      |
| Kristian Haugaard     | 27. Februar 1991 | Dänemark     | Team Tre-For              |
| Christian Jensen      | 5. März 1992     | Dänemark     | Blue Water Cycling        |
| Christian Kreutzfeldt | 5. Januar 1991   | Dänemark     |                           |
| Nicolaj Olesen        | 1. November 1988 | Dänemark     | Designa Køkken-Knudsgaard |
| Morten Øllegaard      | 6. Februar 1988  | Dänemark     |                           |
| Søren Pugdahl         | 17. Oktober 1987 | Dänemark     | Blue Water Cycling        |
| Nicolaj Sørensen      | 5. Februar 1985  | Dänemark     | Designa Køkken-Knudsgaard |
| Rasmus Sterebo        | 11. August 1991  | Dänemark     | Glud & Marstrand-LRØ      |

### Platzierungen in UCI-Ranglisten
UCI Europe Tour 2011
|       | Fahrer        | Punkte |
| ----- | ------------- | ------ |
| 668.  | Søren Pugdahl | 16     |
| 1064. | Jesper Hansen | 5      |

## Saison 2009

### Erfolge in der Europe Tour
| Datum    | Rennen                          | Kat. | Fahrer              |
| -------- | ------------------------------- | ---- | ------------------- |
| 3. April | 1. Etappe La Boucle de l’Artois | 2.2  | Christian Jørgensen |

## Saison 2008

### Erfolge in der Europe Tour
| Datum      | Rennen                         | Fahrer               |
| ---------- | ------------------------------ | -------------------- |
| 8. Juli    | 4. Etappe Ringerike Grand Prix | Daniel Kreutzfeldt   |
| 10. August | Fyen Rundt                     | Lars Ulrich Sørensen |

## Saison 2007

### Erfolge in der Europe Tour
| Datum   | Rennen                            | Fahrer         |
| ------- | --------------------------------- | -------------- |
| 1. Juli | Dänische Straßen-Radmeisterschaft | Alex Rasmussen |

## Platzierungen in UCI-Ranglisten
UCI Europe Tour
| Saison | Mannschaftswertung | Fahrerwertung              |
| ------ | ------------------ | -------------------------- |
| 2009   | 116.               | Christian Jørgensen (798.) |
| 2010   | 107.               | Rasmus Lehrmann (1015.)    |
| 2011   | 102.               | Søren Pugdahl (668.)       |